# Kronika wypadków
Kronika wypadków – pełnometrażowy brytyjski film fantastycznonaukowy z 1980 roku w reżyserii Petera Greenawaya.

## Fabuła
Film jest zbiorem krótkometrażówek, przedstawiających 92 osoby, które przeżyły V.U.E. (Violent Unknown Event – Gwałtowne Nieznane Wydarzenie). Spowodowało to nieśmiertelność i niepełnosprawność. Ludzie, którzy to przeżyli zaczęli mówić dziwnymi językami, które były nieznane. Niektórzy zaczęli wierzyć, że odpowiedzialne za to są ptaki. Jedyne, co łączy te osoby to fakt, że ich nazwiska zaczynają się od fall.

## Występują
- Peter Westley
- Aad Wirtz
- Michael Murray
- Lorna Poulter
- Patricia Carr
- Adam Leys – Narrator
- Mary Howard
- Sheila Canfield – Narrator
- Evelyn Owen
- Hilary Thompson – Narrator
- Carole Meyer
- Monica Hyde
- Colleen Thomas
- Neil Hopkins
- Dewi Thomas
- Peter Sacro
- Keith Pendlebury
- Robert Worby
- Marcia Pendlebury

Źródło:.